# Persone di nome Luisa
| Questa pagina contiene informazioni ricavate automaticamente dalle voci biografiche con l'ausilio del template Bio e di un bot. L'aggiornamento è periodico e automatico e ricostruisce completamente la pagina. Se manca una persona in questa lista, sei pregato di non aggiungerla, ma accertati piuttosto che la sua voce biografica contenga il template Bio e che i dati anagrafici siano correttamente compilati. Se il template Bio manca, inseriscilo tu stesso o, in alternativa, metti l'avviso {{tmp\|Bio}} che ne segnala la mancanza. Se i dati riportati sono sbagliati, correggi direttamente la voce biografica; le modifiche saranno visibili in questa lista entro pochi giorni. Per chiarimenti vedi il progetto antroponimi. La lista contiene solo le 206 persone che sono citate nell'enciclopedia e per le quali è stato implementato correttamente il template Bio. Pagina aggiornata al 6 ago 2025. |

Questa è una lista di persone presenti nell'enciclopedia che hanno il nome Luisa, suddivise per attività principale.

## Agenti segrete(1)
- Luisa Zeni, agente segreta e scrittrice italiana (Arco, n. 1896 - † 1940)

## Allenatrici di calcio(1)
- Luisa Marchio, allenatrice di calcio e ex calciatrice italiana (Torino, n. 1976)

## Archeologhe(1)
- Luisa Banti, archeologa e scrittrice italiana (Firenze, n. 1894 - Firenze, † 1978)

## Architetti(1)
- Luisa Debiasio Calimani, architetto e politica italiana (Trieste, n. 1939)

## Arrampicatrici(1)
- Luisa Iovane, arrampicatrice e alpinista italiana (Venezia, n. 1960)

## Artiste(1)
- Luisa Albertini, artista italiana (Como, n. 1918 - Como, † 2018)

## Attrici(16)
- Fiona Florence, attrice italiana (n. 1947)
- Luisa Amatucci, attrice italiana (Napoli, n. 1971)
- Luisa D'Oliveira, attrice canadese (Vancouver, n. 1986)
- Luisa De Santis, attrice e cantante italiana (Roma, n. 1944)
- Luisa Della Noce, attrice italiana (San Giorgio di Nogaro, n. 1923 - Roma, † 2008)
- Isa Di Marzio, attrice, doppiatrice e cantante italiana (Torino, n. 1929 - Roma, † 1997)
- Luisa Ferida, attrice italiana (Castel San Pietro Terme, n. 1914 - Milano, † 1945)
- Luisa Garella, attrice italiana (Firenze, n. 1921 - Roma, † 1983)
- Luisa Kuliok, attrice argentina (Buenos Aires, n. 1954)
- Luisa Marzotto, attrice italiana (Vicenza, n. 1967)
- Luisa Mattioli, attrice italiana (San Stino di Livenza, n. 1936 - Zurigo, † 2021)
- Luisa Poselli, attrice e cantante italiana (Salonicco, n. 1922 - Roma, † 2007)
- Luisa Ranieri, attrice e conduttrice televisiva italiana (Napoli, n. 1973)
- Luisa Rivelli, attrice e giornalista italiana (Ternate, n. 1931 - Guidonia Montecelio, † 2013)
- Luisa Rossi, attrice italiana (Milano, n. 1925 - Roma, † 1984)
- Luisa Wietzorek, attrice, doppiatrice e conduttrice radiofonica tedesca (Berlino Ovest, n. 1986)

## Attrici pornografiche(1)
- Eva Orlowsky, ex attrice pornografica italiana (Genova, n. 1956)

## Attrici teatrali(1)
- Luisa Conte, attrice teatrale italiana (Napoli, n. 1925 - Napoli, † 1994)

## Avvocatesse(1)
- Luisa Ortega Díaz, avvocatessa venezuelana (Valle de la Pascua, n. 1958)

## Calciatrici(3)
- Luisa Pugnali, ex calciatrice italiana (Assisi, n. 1994)
- Luisa Usenich, calciatrice italiana (Trieste, n. 1992)
- Luisa Wensing, ex calciatrice tedesca (Goch, n. 1993)

## Canoiste(1)
- Luisa Ponchio, ex canoista italiana (Verbania, n. 1961)

## Cantanti(3)
- Luisa Casali, cantante italiana (Trieste, n. 1947)
- Luisa Corna, cantante, conduttrice televisiva e attrice italiana (Palazzolo sull'Oglio, n. 1965)
- Luisa Zappa, cantante, artista e paroliera italiana (Milano, n. 1952)

## Cantanti liriche(1)
- Luisa Castellani, cantante lirica italiana (Milano, n. 1959)

## Cantautrici(2)
- Minelli, cantautrice rumena (Slobozia, n. 1988)
- Luisa Ronchini, cantautrice italiana (Bergamo, n. 1933 - † 2001)

## Cestiste(3)
- Luisa Geiselsöder, cestista tedesca (Ansbach, n. 2000)
- Luisa Michulková, ex cestista slovacca (Žilina, n. 1984)
- Luisa Zambon, ex cestista italiana (Villorba, n. 1940)

## Chimiche(2)
- Luisa De Cola, chimica italiana (Messina, n. 1960)
- Luisa Torsi, chimica italiana (Bari, n. 1964)

## Cicliste su strada(1)
- Luisa Tamanini, ex ciclista su strada italiana (Trento, n. 1980)

## Editrici(1)
- Luisa Capelli, editrice italiana (Roma, n. 1961)

## Educatrici(2)
- Luisa Amalia Paladini, educatrice, scrittrice e poetessa italiana (Milano, n. 1810 - Lecce, † 1872)
- Luisa Recalchi Grillenzoni, educatrice italiana (Ferrara, n. 1814 - Ferrara, † 1892)

## Egittologhe(1)
- Luisa Bongrani, egittologa e archeologa italiana (Ancona, n. 1939 - Roma, † 2024)

## Filosofe(1)
- Luisa Muraro, filosofa, pedagogista e traduttrice italiana (Montecchio Maggiore, n. 1940)

## Fisiche(1)
- Luisa Ottolini, fisica italiana (Tortona, n. 1954)

## Fotografe(2)
- Luisa Lambri, fotografa italiana (Cantù, n. 1969)
- Luisa Valieri, fotografa italiana (Milano, n. 1958)

## Giuriste(1)
- Luisa Torchia, giurista italiana (Catanzaro, n. 1957)

## Imprenditrici(2)
- Luisa Spagnoli, imprenditrice italiana (Perugia, n. 1877 - Parigi, † 1935)
- Luisa Todini, imprenditrice e ex politica italiana (Perugia, n. 1966)

## Kickboxer(1)
- Luisa Gullotti, kickboxer italiana (Palermo, n. 1985)

## Lottatrici(1)
- Luisa Niemesch, lottatrice tedesca (Karlsruhe, n. 1995)

## Medici(3)
- Luisa Guidotti Mistrali, medico e missionaria italiana (Parma, n. 1932 - Zimbabwe, † 1979)
- Luisa Levi, medico italiano (Torino, n. 1898 - Torino, † 1983)
- Luisa Regimenti, medico e politica italiana (Roma, n. 1958)

## Mezzosoprani(1)
- Luisa Garibaldi, mezzosoprano italiano (Genova, n. 1884 - Genova, † 1917)

## Mistiche(1)
- Luisa Piccarreta, mistica italiana (Corato, n. 1865 - Corato, † 1947)

## Musiciste(1)
- Luisa Zille, musicista, storica e poetessa italiana (Fossò, n. 1941 - Venezia, † 1995)

## Nobildonne(14)
- Luisa Anguissola-Scotti, nobildonna italiana (n. 1903 - Roma, † 2008)
- Luisa Casati, nobildonna e collezionista d'arte italiana (Milano, n. 1881 - Londra, † 1957)
- Luisa Carolina di Hochberg, nobildonna tedesca (Karlsruhe, n. 1768 - Karlsruhe, † 1820)
- Luisa Eleonora di Hohenlohe-Langenburg, nobildonna tedesca (Langenburg, n. 1763 - Meiningen, † 1837)
- Luisa Carolina d'Assia-Kassel, nobildonna (Gottorp, n. 1789 - Ballenstedt, † 1867)
- Luisa Enrichetta Francesca di Lorena, nobildonna francese (Francia, n. 1707 - Parigi, † 1737)
- Luisa Sofia di Danneskiold-Samsøe, nobildonna danese (Faxe, n. 1796 - Przemków, † 1867)
- Luisa Margherita di Lorena, nobildonna francese (Blois, n. 1588 - Eu, † 1631)
- Luisa d'Asburgo-Lorena, nobildonna (Salisburgo, n. 1870 - Ixelles, † 1947)
- Luigia Strozzi, nobildonna italiana (Firenze - Firenze, † 1534)
- Luisa di Lorena, nobildonna francese (n. 1718 - † 1788)
- Luisa Cristina di Savoia, nobildonna italiana (Torino, n. 1629 - Torino, † 1692)
- Luisa di Schleswig-Holstein-Sonderburg-Glücksburg, nobildonna tedesca (Güby, n. 1858 - Marburgo, † 1936)
- Luisa Isabel Álvarez de Toledo, nobildonna, scrittrice e storica spagnola (Estoril, n. 1936 - Sanlúcar de Barrameda, † 2008)

## Nobili(30)
- Luisa Cristina d'Assia-Darmstadt, nobile (Marburgo, n. 1636 - Stolberg, † 1697)
- Luisa d'Assia-Darmstadt, nobile (Darmstadt, n. 1761 - Auerbach, † 1829)
- Luisa Amelia di Baden, nobile e principessa svedese (Schwetzingen, n. 1811 - Karlsruhe, † 1854)
- Luisa Francesca di Borbone, nobile francese (Tournai, n. 1673 - Parigi, † 1743)
- Luisa Adelaide di Borbone-Conti, nobile francese (Parigi, n. 1696 - Parigi, † 1750)
- Luisa di Borbone-Montpensier, nobile francese (n. 1482 - † 1561)
- Luisa Borgia, nobile italiana (n. 1500 - Busset, † 1553)
- Luisa Giuliana di Erbach, nobile tedesca (castello di Fürstenau, n. 1603 - Friedewald, † 1670)
- Luisa di Guzmán, nobile portoghese (Sanlúcar de Barrameda, n. 1613 - Lisbona, † 1666)
- Luisa di Sassonia-Coburgo-Gotha, nobile (Buckingham Palace, n. 1848 - Kensington Palace, † 1939)
- Luisa di Brandeburgo-Schwedt, nobile (Różanki, n. 1750 - Dessau, † 1811)
- Luisa Isabella di Kirchberg, nobile (Hachenburg, n. 1772 - Vienna, † 1827)
- Luisa Teresa di Borbone-Spagna, nobile spagnola (Aranjuez, n. 1824 - Madrid, † 1900)
- Luisa d'Angiò, nobile (n. 1445 - Carlat, † 1475)
- Luisa Enrichetta d'Orange, nobile olandese (L'Aia, n. 1627 - Cölln, † 1667)
- Luisa Maria Amalia di Borbone-Due Sicilie, nobile (Napoli, n. 1773 - Vienna, † 1802)
- Luisa d'Orléans, nobile francese (Cannes, n. 1882 - Siviglia, † 1958)
- Luisa di Savoia, nobile (Pont-d'Ain, n. 1476 - Grez-sur-Loing, † 1531)
- Luisa Giuliana del Palatinato-Simmern, nobile tedesca (n. 1594 - † 1640)
- Luisa Hollandina del Palatinato, nobile tedesca (n. 1622 - † 1709)
- Luisa Maria Adelaide di Borbone, nobile francese (Parigi, n. 1753 - Ivry-sur-Seine, † 1821)
- Luisa Elisabetta di Borbone-Condé, nobile (Versailles, n. 1693 - Parigi, † 1775)
- Luisa Enrichetta di Borbone-Conti, nobile francese (Parigi, n. 1726 - Parigi, † 1759)
- Luisa Francesca di Borbone, nobile francese (Versailles, n. 1707 - Anet, † 1743)
- Luisa Anna di Borbone-Condé, nobile francese (Versailles, n. 1695 - Parigi, † 1758)
- Luisa Ulrica di Prussia, nobile svedese (Berlino, n. 1720 - Svartsjö, † 1782)
- Luisa, principessa reale, nobile inglese (Westminster, n. 1867 - Westminster, † 1931)
- Luisa di Sassonia-Gotha-Altenburg, nobile tedesca (Roda, n. 1756 - Ludwigslust, † 1808)
- Luisa di Stolberg-Gedern, nobile tedesca (Mons, n. 1752 - Firenze, † 1824)
- Luisa Elisabetta di Württemberg-Oels, nobile tedesca (Bernstadt, n. 1673 - Forst, † 1736)

## Nuotatrici(3)
- Luisa Rodríguez Rubio, nuotatrice artistica messicana (n. 1994)
- Luisa Striani, ex nuotatrice italiana (Benevento, n. 1978)
- Luisa Trombetti, nuotatrice italiana (Moncalieri, n. 1993)

## Pallavoliste(2)
- Luisa Casillo, pallavolista italiana (San Giuseppe Vesuviano, n. 1988)
- Luisa Schirmer, ex pallavolista statunitense (Pittsford, n. 1996)

## Patriote(1)
- Luisa Battistotti Sassi, patriota italiana (Stradella, n. 1824 - San Francisco, † 1876)

## Pediatre(1)
- Luisa Massimo, pediatra italiana (Genova, n. 1928 - Genova, † 2016)

## Pittrici(1)
- Luisa Mussini, pittrice, scultrice e poetessa italiana (Siena, n. 1865 - † 1925)

## Poetesse(3)
- Luisa Anzoletti, poetessa e scrittrice italiana (Trento, n. 1863 - Trento, † 1925)
- Luisa Giaconi, poetessa italiana (Firenze, n. 1870 - Fiesole, † 1908)
- Luisa Granito, poetessa e patriota italiana (Napoli, n. 1769 - † 1832)

## Politiche(7)
- Luisa Angrisani, politica italiana (Sarno, n. 1963)
- Luisa Bossa, politica italiana (Ercolano, n. 1952)
- Luisa Capitanio Santolini, politica italiana (Gondar, n. 1940)
- Luisa Gallotti Balboni, politica italiana (Parma, n. 1913 - Rapallo, † 1979)
- Luisa González, politica e avvocatessa ecuadoriana (Quito, n. 1977)
- Luisa Morgantini, politica italiana (Villadossola, n. 1940)
- Luisa Porritt, politica britannica (Londra, n. 1987)

## Principesse(35)
- Luisa d'Assia, principessa (Darmstadt, n. 1779 - Köthen, † 1811)
- Luisa Augusta d'Assia-Darmstadt, principessa tedesca (Berlino, n. 1757 - Weimar, † 1830)
- Luisa d'Assia-Kassel, principessa tedesca (Kassel, n. 1817 - Palazzo Bernstorff, † 1898)
- Luisa Amalia di Brunswick-Wolfenbüttel, principessa tedesca (Wolfenbüttel, n. 1722 - Berlino, † 1780)
- Luisa di Prussia, principessa (Berlino, n. 1838 - Baden-Baden, † 1923)
- Luisa di Anhalt-Dessau, principessa (Dessau, n. 1709 - Bernburg, † 1732)
- Luisa di Danimarca, principessa danese (Christiansborg, n. 1750 - Gottorp, † 1831)
- Luisa Carlotta di Brandeburgo, principessa (Berlino, n. 1617 - Mitau, † 1676)
- Luisa Carlotta di Danimarca, principessa danese (Copenaghen, n. 1789 - Copenaghen, † 1864)
- Luisa Elisabetta di Curlandia, principessa (Mitau, n. 1646 - Weferlingen, † 1690)
- Luisa di Waldeck e Pyrmont, principessa tedesca (Bad Arolsen, n. 1751 - Francoforte sul Meno, † 1817)
- Luisa Margherita di Prussia, principessa britannica (Potsdam, n. 1860 - Westminster, † 1917)
- Luisa Anna di Hannover, principessa inglese (Londra, n. 1749 - Westminster, † 1768)
- Luisa Dorotea di Prussia, principessa prussiana (Berlino, n. 1680 - Kassel, † 1705)
- Luisa Giuliana di Nassau, principessa (Delft, n. 1576 - Königsberg, † 1644)
- Luisa d'Orléans, principessa francese (Teddington, n. 1869 - Monaco di Baviera, † 1952)
- Luisa di Reuss-Greiz, principessa tedesca (Greiz, n. 1822 - Ernstbrunn, † 1875)
- Luisa Sofia di Schleswig-Holstein-Sonderburg-Augustenburg, principessa (Kiel, n. 1866 - Bad Nauheim, † 1952)
- Luisa Maria Teresa Stuart, principessa (Saint-Germain-en-Laye, n. 1692 - Saint-Germain-en-Laye, † 1712)
- Luisa Maria del Belgio, principessa belga (Bruxelles, n. 1858 - Wiesbaden, † 1924)
- Luisa Maria del Palatinato, principessa tedesca (Parigi, n. 1647 - Aquisgrana, † 1679)
- Luisa Federica di Anhalt-Dessau, principessa (Dessau, n. 1798 - Bad Homburg, † 1858)
- Luisa Benedetta di Borbone-Condé, principessa francese (Parigi, n. 1676 - Parigi, † 1753)
- Luisa Elisabetta di Borbone-Francia, principessa francese (Versailles, n. 1727 - Versailles, † 1759)
- Luisa Maria di Borbone-Francia, principessa francese (Versailles, n. 1737 - Saint-Denis, † 1787)
- Luisa Diana di Borbone-Orléans, principessa francese (Parigi, n. 1716 - Issy-les-Moulineaux, † 1736)
- Luisa Augusta di Danimarca, principessa danese (Hørsholm, n. 1771 - Augustenborg, † 1843)
- Luisa di Danimarca, principessa danese (Copenaghen, n. 1726 - Hildburghausen, † 1756)
- Luisa di Danimarca, principessa danese (Copenaghen, n. 1875 - Ratiboritz, † 1906)
- Luisa Ippolita di Monaco, principessa monegasca (Monaco, n. 1697 - Monaco, † 1731)
- Luisa Carlotta di Borbone-Due Sicilie, principessa (Portici, n. 1804 - Madrid, † 1844)
- Luisa di Prussia, principessa (Berlino, n. 1808 - Wassenaar, † 1870)
- Luisa Cristina di Savoia-Carignano, principessa (Parigi, n. 1627 - Parigi, † 1689)
- Luisa di Stolberg-Gedern, principessa (n. 1764 - Karlsruhe, † 1828)
- Luisa di Thurn und Taxis, principessa tedesca (Castello di Taxis, n. 1859 - Sigmaringen, † 1948)

## Registe(1)
- Luisa Oneto, regista e attrice italiana (n. 1963)

## Religiose(3)
- Luisa Adelaide di Borbone-Condé, religiosa francese (Chantilly, n. 1757 - Parigi, † 1824)
- Luisa Lemarchand, religiosa francese (Broons, n. 1800 - † 1885)
- Luisa di Marillac, religiosa francese (Parigi, n. 1591 - Parigi, † 1660)

## Saltatrici con gli sci(1)
- Luisa Görlich, saltatrice con gli sci tedesca (n. 1998)

## Scenografe(1)
- Luisa Spinatelli, scenografa e costumista italiana (Milano, n. 1941)

## Sciatrici alpine(2)
- Luisa Matilde Maria Bertani, sciatrice alpina italiana (Milano, n. 1996)
- Luisa Mangold, ex sciatrice alpina tedesca (n. 2000)

## Sciatrici freestyle(1)
- Luisa Klapprott, sciatrice freestyle e ex sciatrice alpina tedesca (n. 2002)

## Scrittrici(9)
- Luisa Adorno, scrittrice italiana (Pisa, n. 1921 - Roma, † 2021)
- Luisa Bergalli, scrittrice, librettista e poetessa italiana (Venezia, n. 1703 - Venezia, † 1779)
- Luisa Brancaccio, scrittrice italiana (Napoli, n. 1970)
- Luigi di San Giusto, scrittrice e giornalista italiana (Trieste, n. 1865 - Pisa, † 1936)
- Luisa Carnés, scrittrice e giornalista spagnola (Madrid, n. 1905 - Città del Messico, † 1964)
- Luisa Mattia, scrittrice e autrice televisiva italiana (Roma, n. 1953)
- Luisa Monti Sturani, scrittrice e insegnante italiana (Chieri, n. 1911 - Torino, † 2002)
- Luisa Palma Mansi, scrittrice italiana (Lucca, n. 1760 - Lucca, † 1824)
- Luisa Valenzuela, scrittrice e giornalista argentina (Buenos Aires, n. 1938)

## Scultrici(1)
- Luisa Roldán, scultrice spagnola (Siviglia, n. 1652 - Madrid, † 1706)

## Slittiniste(1)
- Luisa Romanenko, ex slittinista tedesca (n. 2004)

## Soprani(3)
- Luisa Laschi, soprano italiano (Firenze)
- Luisa Maragliano, soprano italiano (Genova, n. 1931)
- Luisa Tetrazzini, soprano italiano (Firenze, n. 1871 - Milano, † 1940)

## Sovrane(9)
- Luisa di Lorena-Vaudémont, regina (Nomeny, n. 1553 - Moulins, † 1601)
- Luisa di Meclemburgo-Güstrow, sovrana danese (Güstrow, n. 1667 - Copenaghen, † 1721)
- Luisa Mountbatten, regina britannica (Seeheim-Jugenheim, n. 1889 - Stoccolma, † 1965)
- Luisa d'Orléans, regina francese (Palermo, n. 1812 - Ostenda, † 1850)
- Luisa dei Paesi Bassi, regina (L'Aia, n. 1828 - Stoccolma, † 1871)
- Luisa Elisabetta di Borbone-Orléans, sovrana spagnola (Parigi, n. 1709 - Parigi, † 1742)
- Luisa di Hannover, regina (Londra, n. 1724 - Copenaghen, † 1751)
- Luisa di Meclemburgo-Strelitz, regina prussiana (Hannover, n. 1776 - Hohenzieritz, † 1810)
- Luisa di Svezia, regina svedese (Stoccolma, n. 1851 - Copenaghen, † 1926)

## Storiche(3)
- Luisa Accati, storica e antropologa italiana (Torino, n. 1942)
- Luisa Mangoni, storica e scrittrice italiana (Napoli, n. 1941 - Napoli, † 2014)
- Luisa Passerini, storica italiana (Asti, n. 1941)

## Storiche dell'arte(1)
- Luisa Becherucci, storica dell'arte e museologa italiana (Firenze, n. 1904 - Firenze, † 1988)

## Storiche della scienza(1)
- Luisa Bonolis, storica della scienza italiana (Roma, n. 1948)

## Tenniste(1)
- Luisa Stefani, tennista brasiliana (San Paolo, n. 1997)

## Truccatrici(1)
- Luisa Abel, truccatrice statunitense

## Senza attività specificata(10)
- Luisa Aiani, architetta e designer italiana (Cantù, n. 1914 - Como, † 1990)
- Loi Estrada, medica e politica filippina (Iba, n. 1930)
- Luisa Levi, italiana (Mantova, n. 1929 - Bergen Belsen, † 1945)
- Luisa di Borbone, duchessa francese (Parigi, n. 1603 - Parigi, † 1637)
- Luisa Carlotta di Meclemburgo-Schwerin, duchessa (Schwerin, n. 1779 - Gotha, † 1801)
- Luisa de' Medici, italiana (Firenze, n. 1476 - Firenze, † 1488)
- Luisa Dorotea di Sassonia-Meiningen, duchessa (Coburgo, n. 1710 - Gotha, † 1767)
- Luisa Maria di Borbone-Francia, duchessa (Parigi, n. 1819 - Venezia, † 1864)
- Luisa di Sassonia-Gotha-Altenburg, duchessa (Gotha, n. 1800 - Parigi, † 1831)
- Luisa Federica di Württemberg, duchessa (Stoccarda, n. 1722 - Amburgo, † 1791)